# Sloane Stephens
Sloane Stephens (Plantation, Florida, 20 maart 1993) is een tennisspeelster uit de Verenigde Staten van Amerika. Haar vader was een professioneel Americanfootballspeler, maar zij had tot haar dertiende geen contact met hem. Stephens begon als negenjarige met tennis. Haar favoriete ondergrond is gravel. Zij speelt rechtshandig en heeft een tweehandige backhand. Zij is actief in het internationale tennis sinds 2007.

## Loopbaan
In 2007 speelde Stephens in Brazilië haar eerste ITF-toernooi. In 2008 won zij in het dubbelspel het ITF-toernooi van Wichita samen met Christina McHale. In 2010 won zij, samen met de Hongaarse Tímea Babos, de juniorentitel bij het dubbelspel op drie achtereenvolgende grandslamtoernooien: Roland Garros, Wimbledon en US Open. In 2011 won zij het ITF-enkelspeltoernooi van Reggio Emilia.
In 2015 won zij haar eerste WTA-titel, in Washington – in de finale versloeg zij Russin Anastasija Pavljoetsjenkova. In 2016 won zij haar eerste Premiertoernooi, in Charleston (haar enige titel op gravel) – in de finale klopte zij wederom een Russin, Jelena Vesnina. In 2017 won zij een grandslamtitel, op het US Open – in de eindstrijd bedwong zij haar landgenote Madison Keys.
Tot op heden(september 2024) won zij negen WTA-titels in het enkelspel, de meest recente in 2024 in Rouen.

### Tennis in teamverband
In de periode 2012–2023 maakte Stephens deel uit van het Amerikaanse Fed Cup-team – zij behaalde daar een winst/verlies-balans van 9–6. In 2017 ging zij met de beker naar huis; in de finale van Wereldgroep I versloegen zij het team van Wit-Rusland.

## Speelstijl
Stephens' voornaamste kracht is haar sterke forehand. Daarnaast heeft zij een goede service en backhand en is zij sterk aan het net.

## Posities op deWTA-ranglijst
Positie per einde seizoen:
| jaar | rang enkelspel | rang dubbelspel |
| ---- | -------------- | --------------- |
| 2008 | 496            | 845             |
| 2009 | 802            | 694             |
| 2010 | 198            | 526             |
| 2011 | 97             | 94              |
| 2012 | 38             | 180             |
| 2013 | 12             | –               |
| 2014 | 37             | 722             |
| 2015 | 30             | 383             |
| 2016 | 36             | 887             |
| 2017 | 13             | 166             |
| 2018 | 6              | 211             |
| 2019 | 25             | 1156            |
| 2020 | 39             | 628             |
| 2021 | 64             | 1348            |
| 2022 | 37             | 330             |
| 2023 | 48             | 629             |

## Palmares
| Legenda                 |
| ----------------------- |
| Grandslamtoernooi       |
| Olympische Spelen       |
| Year-End Championships  |
| Premier Mandatory       |
| Premier Five / WTA 1000 |
| Premier / WTA 500       |
| International / WTA 250 |
| Challenger / WTA 125    |

### WTA-finaleplaatsen enkelspel
| nr.              | finale     | toernooi        | ondergrond    | tegenstandster              | score         |         |
| ---------------- | ---------- | --------------- | ------------- | --------------------------- | ------------- | ------- |
| gewonnen finales |            |                 |               |                             |               |         |
| 1.               | 2015-08-09 | WTA Washington  | hardcourt     | Anastasija Pavljoetsjenkova | 6-1, 6-2      | details |
| 2.               | 2016-01-09 | WTA Auckland    | hardcourt     | Julia Görges                | 7-5, 6-2      | details |
| 3.               | 2016-02-27 | WTA Acapulco    | hardcourt     | Dominika Cibulková          | 6-4, 4-6, 7-6 | details |
| 4.               | 2016-04-10 | WTA Charleston  | gravel        | Jelena Vesnina              | 7-6, 6-2      | details |
| 5.               | 2017-09-09 | US Open         | hardcourt     | Madison Keys                | 6-3, 6-0      | details |
| 6.               | 2018-03-31 | WTA Miami       | hardcourt     | Jeļena Ostapenko            | 7-6, 6-1      | details |
| 7.               | 2022-02-27 | WTA Guadalajara | hardcourt     | Marie Bouzková              | 7-5, 1-6, 6-2 | details |
| 8.               | 2023-05-07 | WTA Saint-Malo  | gravel        | Greet Minnen                | 6-3, 6-4      | details |
| 9.               | 2024-04-21 | WTA Rouen       | gravel (i)    | Magda Linette               | 6-1, 2-6, 6-2 | details |
| verloren finales |            |                 |               |                             |               |         |
| 1.               | 2018-06-09 | Roland Garros   | gravel        | Simona Halep                | 6-3, 4-6, 1-6 | details |
| 2.               | 2018-08-12 | WTA Montréal    | hardcourt     | Simona Halep                | 6-7, 6-3, 4-6 | details |
| 3.               | 2018-10-28 | WTA Finals      | hardcourt (i) | Elina Svitolina             | 6-3, 2-6, 2-6 | details |

### WTA-finaleplaatsen dubbelspel
| nr.              | finale     | toernooi       | ondergrond | partner          | tegenstandsters                      | score            |         |
| ---------------- | ---------- | -------------- | ---------- | ---------------- | ------------------------------------ | ---------------- | ------- |
| gewonnen finales |            |                |            |                  |                                      |                  |         |
| 1.               | 2024-04-07 | WTA Charleston | gravel     | Ashlyn Krueger   | Ljoedmyla Kitsjenok Nadija Kitsjenok | 1-6, 6-3, [10-7] | details |
| verloren finales |            |                |            |                  |                                      |                  |         |
| 1.               | 2017-08-05 | WTA Washington | hardcourt  | Eugenie Bouchard | Shuko Aoyama Renata Voráčová         | 3-6, 2-6         | details |

### Gewonnen ITF-toernooien enkelspel
| nr. | finale     | toernooi      | dotatie  | tegenstandster in finale | score    |
| --- | ---------- | ------------- | -------- | ------------------------ | -------- |
| 1.  | 2011-05-15 | Reggio Emilia | $ 50.000 | Anastasija Jakimava      | 6-3, 6-1 |

### Gewonnen ITF-toernooien dubbelspel
| nr. | finale     | toernooi | dotatie  | partner          | tegenstandsters in finale          | score    |
| --- | ---------- | -------- | -------- | ---------------- | ---------------------------------- | -------- |
| 1.  | 2008-06-29 | Wichita  | $ 10.000 | Christina McHale | Dominika Diešková Ana-Clara Duarte | 6-3, 6-2 |

### Gewonnen juniorentoernooien enkelspel
| nr. | finale     | toernooi                       | graad | tegenstandster in finale | score    |
| --- | ---------- | ------------------------------ | ----- | ------------------------ | -------- |
| 1.  | 2009-04-12 | USTA Int. Spring Championships | 1     | Grace Min                | 6-1, 6-2 |
| 2.  | 2009-05-24 | Trofeo Bonfiglio               | A     | Aleksandra Krunić        | 6-4, 6-2 |

### Gewonnen juniorentoernooien dubbelspel
| nr. | finale     | toernooi                    | graad | partner          | tegenstandsters in finale                        | score         |
| --- | ---------- | --------------------------- | ----- | ---------------- | ------------------------------------------------ | ------------- |
| 1.  | 2008-04-13 | Easter Bowl                 | B1    | Mallory Burdette | Shinann Featherston Lauren McHale                | 6-4, 6-3      |
| 2.  | 2009-04-12 | USTA Int. Jr. Championships | 1     | Mallory Burdette | Lauren Herring Grace Min                         | 6-3, 6-1      |
| 3.  | 2010-06-05 | Roland Garros               | A     | Tímea Babos      | Lara Arruabarrena Vecino María Teresa Torró Flor | 6-2, 6-3      |
| 4.  | 2010-07-04 | Wimbledon                   | A     | Tímea Babos      | Irina Chromatsjova Elina Svitolina               | 6-7, 6-2, 6-2 |
| 5.  | 2010-09-12 | US Open                     | A     | Tímea Babos      | An-Sophie Mestach Silvia Njirić                  | walk-over     |

## Resultaten grote toernooien
| Legenda | Legenda                          |
| ------- | -------------------------------- |
| g.t.    | geen toernooi gehouden           |
| l.c.    | lagere categorie                 |
| –       | niet deelgenomen                 |
| G       | uitgeschakeld in de groepsfase   |
| 1R      | uitgeschakeld in de eerste ronde |
| 2R      | uitgeschakeld in de tweede ronde |
| 3R      | uitgeschakeld in de derde ronde  |
| 4R      | uitgeschakeld in de vierde ronde |
| KF      | uitgeschakeld in de kwartfinale  |
| HF      | uitgeschakeld in de halve finale |
| F       | de finale verloren               |
| W       | het toernooi gewonnen            |
| w-v     | winst/verlies-balans             |

### Enkelspel
| toernooi            | 2011 | 2012 | 2013 | 2014 | 2015 | 2016 | 2017 | 2018 | 2019 | 2020 | 2021 | 2022 | 2023 | 2024 |
| ------------------- | ---- | ---- | ---- | ---- | ---- | ---- | ---- | ---- | ---- | ---- | ---- | ---- | ---- | ---- |
| grandslamtoernooien |      |      |      |      |      |      |      |      |      |      |      |      |      |      |
| Australian Open     | –    | 2R   | HF   | 4R   | 1R   | 1R   | –    | 1R   | 4R   | 1R   | 1R   | 1R   | 1R   | 3R   |
| Roland Garros       | 1R   | 4R   | 4R   | 4R   | 4R   | 3R   | –    | F    | KF   | 2R   | 4R   | KF   | 4R   | 1R   |
| Wimbledon           | –    | 3R   | KF   | 1R   | 3R   | 3R   | 1R   | 1R   | 3R   | g.t. | 3R   | 1R   | 2R   | 2R   |
| US Open             | 3R   | 3R   | 4R   | 2R   | 1R   | –    | W    | KF   | 1R   | 3R   | 3R   | 2R   | 1R   | 1R   |
| WTA Finals          |      |      |      |      |      |      |      |      |      |      |      |      |      |      |
| WTA Finals          | –    | –    | –    | –    | –    | –    | –    | F    | –    | –    | –    | –    | –    |      |
| WTA 1000            |      |      |      |      |      |      |      |      |      |      |      |      |      |      |
| Indian Wells        | 2R   | 2R   | 2R   | KF   | 4R   | 2R   | –    | 3R   | 2R   | g.t. | 2R   | 1R   | 2R   | 3R   |
| Miami               | 1R   | 3R   | 4R   | 3R   | KF   | 2R   | –    | W    | 3R   | g.t. | 2R   | 2R   | 1R   | 2R   |
| Madrid              | –    | –    | 1R   | 3R   | 2R   | 2R   | –    | 3R   | HF   | g.t. | 2R   | 1R   | 1R   | 3R   |
| Montréal/Toronto    | –    | –    | 3R   | 2R   | 1R   | 1R   | HF   | F    | 2R   | g.t. | 2R   | 2R   | 3R   | 1R   |

### Vrouwendubbelspel
| Australian Open | –  | –  | –  | 1R | –  | –  | –  | –  | 1R | –  | –  |
| Roland Garros   | –  | –  | –  | 1R | 1R | 1R | –  | –  | –  | –  | 1R |
| Wimbledon       | –  | –  | –  | 1R | –  | –  | 1R | 2R | –  | 1R | 1R |
| US Open         | 1R | 1R | 1R | 1R | –  | –  | –  | 1R | –  | –  | 1R |

### Gemengd dubbelspel
| Australian Open | –  | –  | –  | 2R | –  | –  |
| Roland Garros   | –  | –  | –  | –  | –  | –  |
| Wimbledon       | –  | –  | –  | –  | 1R | 3R |
| US Open         | 2R | 2R | 1R | –  | –  | –  |